# Марція (дружина Павла Фабія)
Марція (*Marcia, прибл. 37 до н. е. —після 14) — римська матрона часів ранньої Римської імперії.

## Життєпис
Походила з плебейської гілки роду Марціїв. Донька Луція Марція Філіпа, консула-суфекта 38 року до н. е., та Атії Молодшої, тітки імператора Октавіана Августа. У 15 році до н. е. вийшла заміж за Павла Фабія Максима, консула 11 року до н. е., мала від нього сина і доньку.
У 14 році чоловік повідомив їй про секретну поїздку Августа на о. Планазію до його засланого онука Агріппи Постума. Марція видала цю таємницю дружині Августа — Лівії. Незабаром після цього Павло помер, можливо, в результаті самогубства. Під час похорону Марція назвала себе причиною його загибелі. Про подальшу долю невідомо.

## Родина
Чоловік — Павло Фабій Максим
Діти:
- Павло Фабій Персік
- Фабія Нумантіна